# イギリスにおける権限委譲

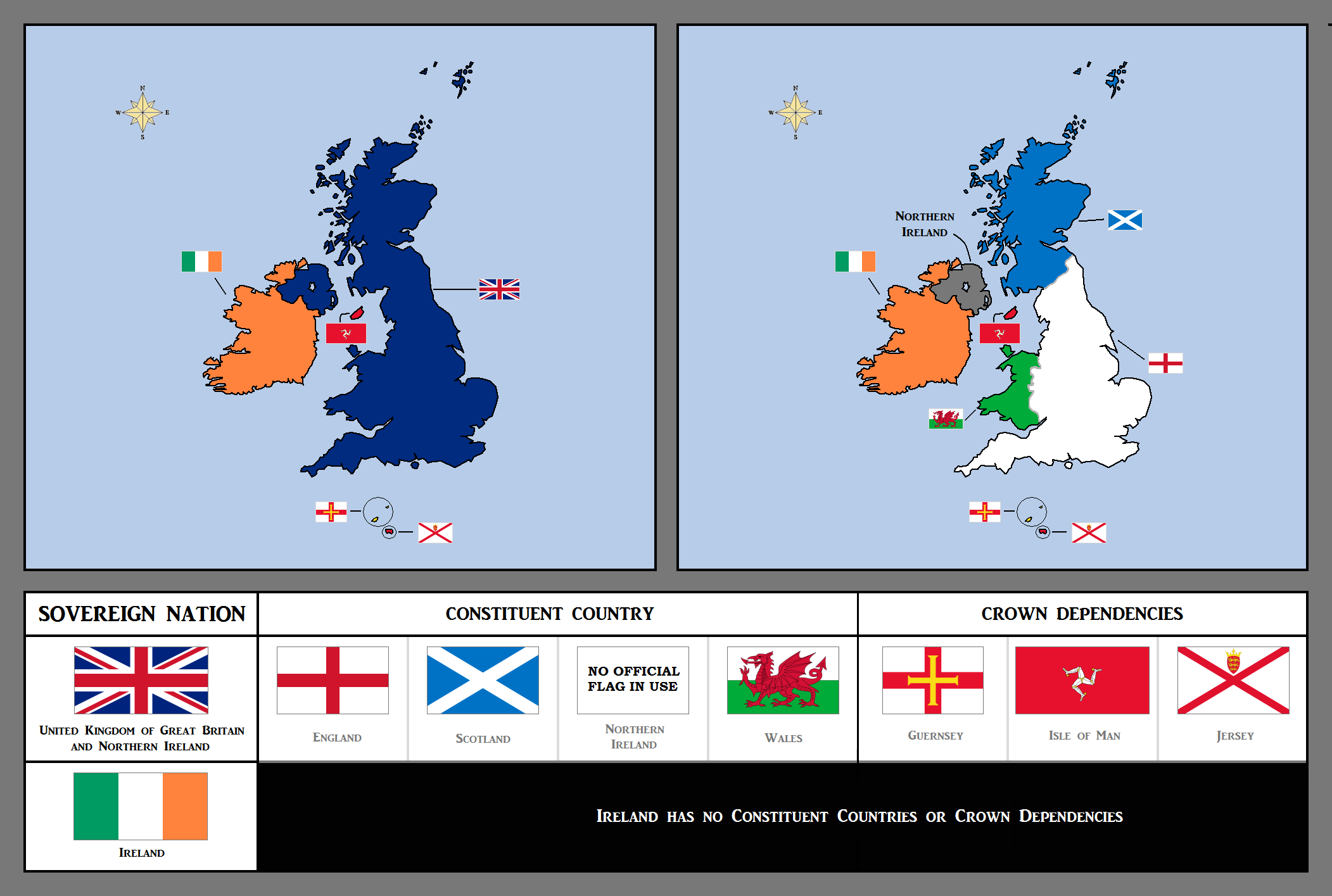
イギリス・王室属領・アイルランド共和国

イギリスにおける権限委譲（英語: devolution、スコットランド・ゲール語: fèin-riaghlaidhウェールズ語: datganoliアイルランド語: Dílárú）とは、イギリスにおいて、法律によってスコットランド、ウェールズ、北アイルランドの各カントリーとグレーター・ロンドンおよび指定された大都市圏に対して国家の権限を委譲することを指す。具体的には、立法権限の一部がイギリス議会からスコットランド議会、ウェールズ議会、北アイルランド議会、ロンドン議会に、行政権限の一部がスコットランド政府、ウェールズ政府、北アイルランド執行部、グレーター・ロンドン・オーソリティー、各合同行政機構に対して委譲されている。この項目では、主に各カントリーに対する権限委譲について扱う。
権限委譲は委譲された権限が最終的には国家にとどまるという点で連邦制とは異なっており、権限委譲を定めた法律はほかの法律と同じように廃止や改正が行われることから国家形態としては単一国家のままである。

## アイルランド自治問題
現在の権限委譲とは異なるが、アイルランド自治問題はその前史のようなものにあたる。
19世紀末から20世紀初頭にかけてのイギリス政治においてアイルランド自治問題は極めて大きな問題となっていた。19世紀前半には、ダニエル・オコンネルらアイルランドの政治家たちが、1800年連合法の廃止および従前の人的同君連合（別々の王国が各々の議会や政府を持ちつつ同一人物を君主として戴く状態・体制）への復帰を求めていた。これに対し、イギリスの中にとどまりつつも独自の議会をもって自治権を得ようとする動きもあり、チャールズ・スチュアート・パーネル、アイザック・バット、ウィリアム・ショーら率いるアイルランド議会党によって最初の提案が行われた。
1886年から1920年まで34年の年月の間、合計4つのアイルランド自治法案がイギリス議会に提出されている。
- 1つ目の1886年アイルランド統治法案（英語版）は1886年に当時の首相ウィリアム・グラッドストンによって提出されたものである。アルスター地方での大規模な反対運動や与党自由党からの反対派の分裂（自由統一党を結成）ののちに庶民院にて否決された。
- 2つ目の1893年アイルランド統治法案（英語版）は1893年にグラッドストン首相によって提出され、庶民院は通過したものの貴族院において否決された。
- 3つ目の1914年アイルランド統治法（英語版）は1912年にアイルランド議会党との合意のもの、当時のハーバート・ヘンリー・アスキス首相によって提出された。長期にわたる議論ののち、1911年議会法（英語版）で定められた庶民院による再可決（貴族院による否決を覆す）によって成立した。以前の法案と同様この法案もアルスター統一党による激しい反対にあっており、アルスター義勇兵（英語版）の結成やアルスター盟約（英語版）への署名運動などが行われている。第一次世界大戦開戦直後にアルスター関連の制約付きで国王の裁可を受けたが、施行は終戦まで延期されることになった。1916年と1917年に施行の試みが行われたがそれぞれ失敗し、終戦後もアイルランド独立戦争（1919年～1922年）のため結局施行されることはなかった。
- 4つ目の1920年アイルランド統治法は1920年にデイヴィッド・ロイド・ジョージ首相によって提出され、庶民院、貴族院双方で可決された。この法律はアイルランドを北アイルランド（6カウンティ）と南アイルランド（26カウンティ）の2つに分割し、共通の機関もありつつもそれぞれ独立した議会と司法システムを持つようにした。この法律は北アイルランドにおいては施行後、1972年に北アイルランド問題の発生によって権限委譲が停止されるまで自治の基本となっていた。これに対し、南アイルランドにおいてはアイルランド独立戦争の休戦協定である英愛条約の下、1922年に一度議会が開かれただけにとどまっており、この後すぐにイギリス帝国の自治領たるアイルランド自由国が建国され、1937年には完全な独立を宣言、1949年にはイギリス連邦からも離脱して現在のアイルランド共和国となっている。

## 北アイルランド

北アイルランドの位置

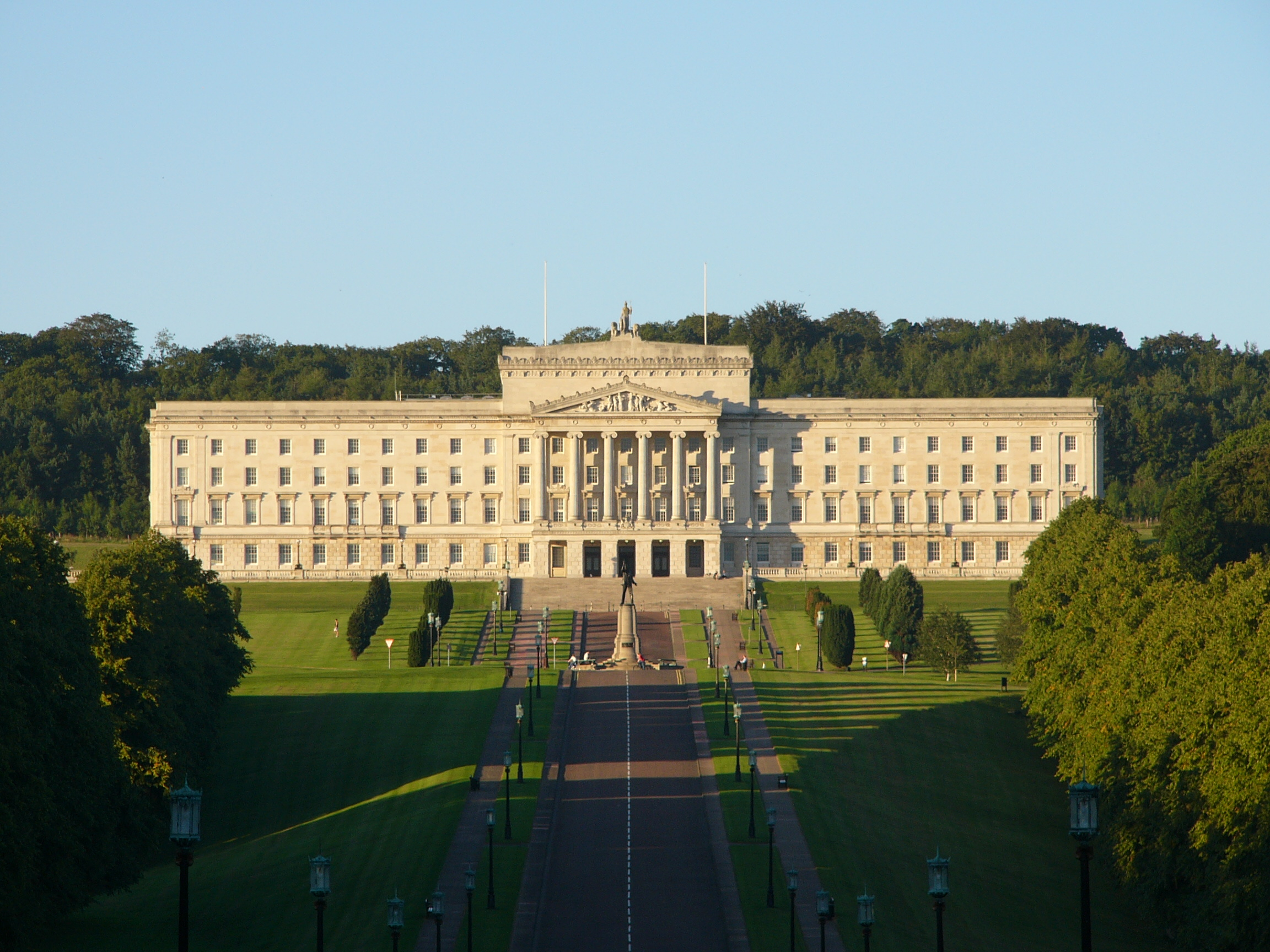
北アイルランド議会が置かれるストーモント議事堂

1920年アイルランド統治法の下、1921年から北アイルランドの自治が開始されたが、前述のように北アイルランド問題の激化と社会の不安定化によって、1972年3月30日をもって北アイルランド議会（Parliament of Northern Ireland）は閉会となった。
1973年7月19日に国王裁可を受けた1973年アイルランド憲法法（英語版）により北アイルランド議会（Parliament～）は廃止された。同じ年の6月28日には新たな北アイルランド議会（Northern Ireland Assembly (1973)）が設置されており、翌1974年1月1日にはサニングデール合意（英語版）に基づき、行政権の分権を受けるアイルランド執行部（Northern Ireland Executive (1974)）も創設された。しかし、この体制はアルスター労働者評議会ストライキ（英語版）の影響により、1974年5月28日には早くも崩壊してしまった。
1975年～1976年の北アイルランド制憲議会（Northern Ireland Constitutional Convention）、1982年～1986年の第2次北アイルランド議会（Northern Ireland Assembly (1982)）と自治に向けた試みは失敗したが、その間イギリスとアイルランドの両政府は1985年11月15日に1985年英愛合意（英語版）を締結し、北アイルランド問題の解決に向けて協力し合うことに合意した。1994年と1997年には、IRA暫定派の停戦によって自治に向けたさらなる前進が見られた。
1998年のベルファスト合意により、新たな北アイルランド議会（Northern Ireland Assembly・現行）が創設され、ナショナリスト（英語版）（アイルランドへの統合）とユニオニスト（英語版）（イギリスへの残留）双方の協力によって北アイルランドの自治が進められることになった。北アイルランドの自治は北アイルランド執行部とアイルランド政府（英語版）の協力が前提となっており、このために南北大臣委員会（英語版）が創設されたほか、ブリテン諸島全体を管轄する英愛委員会（英語版）と英愛政府間会議（英語版）が設置されている。
北アイルランド和平交渉（英語版）の決裂によって2002年10月15日から自治が中断されたが、2006年10月13日にイギリス・アイルランド両政府は自治の復活への道のりを定めたセント・アンドルース合意（英語版）を発表し、2007年5月8日に再開した。2010年4月12日には警察や司法に関する権限のいくつかが北アイルランドに移譲されている。
ベルファスト合意後3期目にあたる2007年～2011年の議会は2011年3月24日に解散し、合意以来初の満期を迎えた。4期目は同年5月、5期目は2016年5月に開会しており、定数を縮小したのちに翌2017年5月に6期目の議会が開会している。

## スコットランド

スコットランドの位置

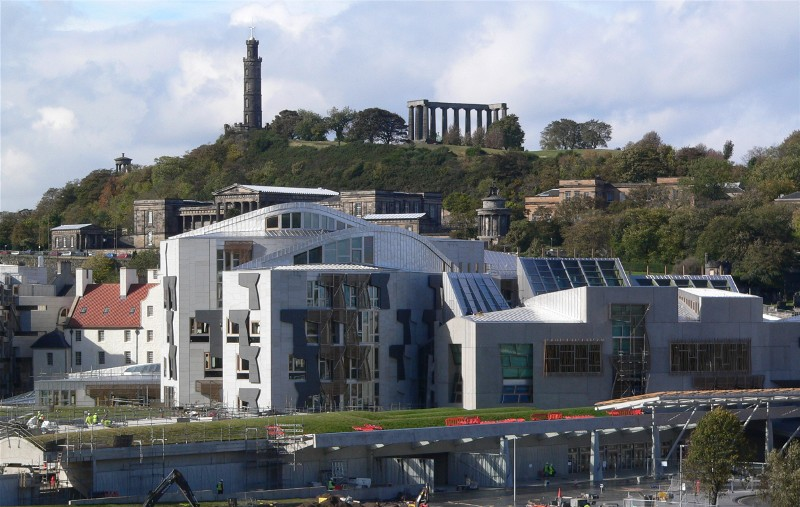
スコットランド議会議事堂、エディンバラ

1707年連合法によるスコットランド王国議会（英: Parliament of Scotland）の閉会以降、スコットランドには自治権がなくロンドン・ウェストミンスターの政府・議会によって統治が行われていた。議会の復活を求める運動は19世紀にアイルランド自治運動の影響を受けて広がり、1853年には統一党（英語版）（保守統一党系）に近い立場でアイルランドだけでなくスコットランドにも目を向けることを求めるスコットランド自治権擁護協会（英語版）が設立された。1871年に当時のグラッドストン首相はアバディーンでの会合でアイルランドに自治権が与えられるようになるならばスコットランドにも自治が適用されるべきであると述べており、1913年にはスコットランド自治法案が提出されたものの第一次世界大戦の勃発によって審議が中断されている。
1920年代にはナショナリスト団体がいくつかつくられている。1920年にはスコットランドの独立を目指すスコットランド国民同盟（Scots National League）が設立、1928年にスコットランド国家党（National Party of Scotland）に引き継がれ、1934年に現行のスコットランド国民党（Scottish National Party）が創設された。創設当初の国民党は権限を委譲されたスコットランド議会の設置を求めるにとどまっていたが、1942年に独立を求めて方針を転換した。これを受け、ジョン・マッコーミック（英語版）は国民党を離脱し、スコットランド盟約協会（英語版）を設立した。この協会は左右を問わず支持を受け、1940年代後半から1950年代前半にかけて200万筆以上の署名を集めるなどスコットランド議会創設に向けた運動に大きな役割を果たしたが、既存政党とのつながりがなかったゆえに機運を高める以上のことはできなかった。
1969年に労働党のウィルソン政権によって設置された王立国体審議会（英語版）は、1973年に保守党のヒース政権に対してスコットランド議会の設立を勧める答申を行ったが、実行はされなかった。
1974年10月の総選挙では、スコットランドにおける国民党への支持が30％に達し、11人の議員が国民党から当選した。1978年には労働党政権の下、住民投票によって賛成が得られればスコットランド議会の設置を認めるとした1978年スコットランド法（英語版）が成立した。しかし、与党労働党内においても分権への賛否は割れており、ジョージ・カニンガム（英語版）によって提案された修正で有権者の40％以上の賛成が条件に加えられた。成立後に行われた住民投票（英語版）では、僅差によって賛成が上回ったものの有権者の40％に達することはできず、設置は見送られた。1979年から18年間にわたる保守党政権（マーガレット・サッチャー、ジョン・メージャー）では、スコットランドやウェールズへの分権は強い反対にあった。
保守党政権に対抗して、1989年には労働党、自由民主党、スコットランド緑の党（英語版）や地方自治体（英語版）、スコットランド労働組合評議会（英語版）、小規模企業連合会、スコットランド国教会などを中心として、スコットランド憲法会議（英語版）が設立された。会議の目的は権限委譲の案を作成することであり、1995年に最終報告書を発行した。
1997年5月には、スコットランドの自治機関の創設を公約に掲げた労働党のトニー・ブレアが政権につき、同年9月の住民投票（英語版）では賛成が上回った。1998年スコットランド法によって創設されたスコットランド議会は、イギリス政府・国会に留保すると定められたもの（外交・国防など）を除くすべての分野について立法権を持つ。
スコットランドへの権限委譲は行政をスコットランドの人々に寄り添ったものにするためとされる。スコットランドにおいては少数派である保守党政権が続いたことがウェストミンスターの議会を遠いものにしたといわれていたほか、実際にも人口の少なさゆえにスコットランド選出の庶民院議員は1997年総選挙時点で649人中72人（約11％）にとどまっており、声が反映されにくい構図がある。
2014年9月18日にはスコットランドの独立を問う住民投票が行われ、賛成44.7％反対55.3％で否決された。
2015年総選挙では、スコットランド国民党がスコットランドにおいて50％の票を獲得し、議席についてはスコットランドに割り当てられた59議席中56議席を占めた。これによって国民党は自由民主党を抜いて議会第3党となった。
2016年のスコットランド議会選挙では、国民党は過半数に2席足りない63議席を獲得したが、政権は維持した。保守党は31議席を獲得し、初の第2党にのぼり、労働党は38議席から24議席に転落した。スコットランド緑の党は5議席を維持した自由民主党を抜き、6議席を得た。
2016年のEU離脱に関する住民投票では、スコットランドと北アイルランドが残留を選んだ一方、イングランドとウェールズは離脱を選び、全体としては52％で離脱票が上回った。これを受け、スコットランド議会はイギリスのEU離脱の条件が決まり次第2回目の独立住民投票を行うことを求める決議を出したが、イギリス政府は離脱交渉に集中するためとして応じていない。

## ウェールズ

ウェールズの位置

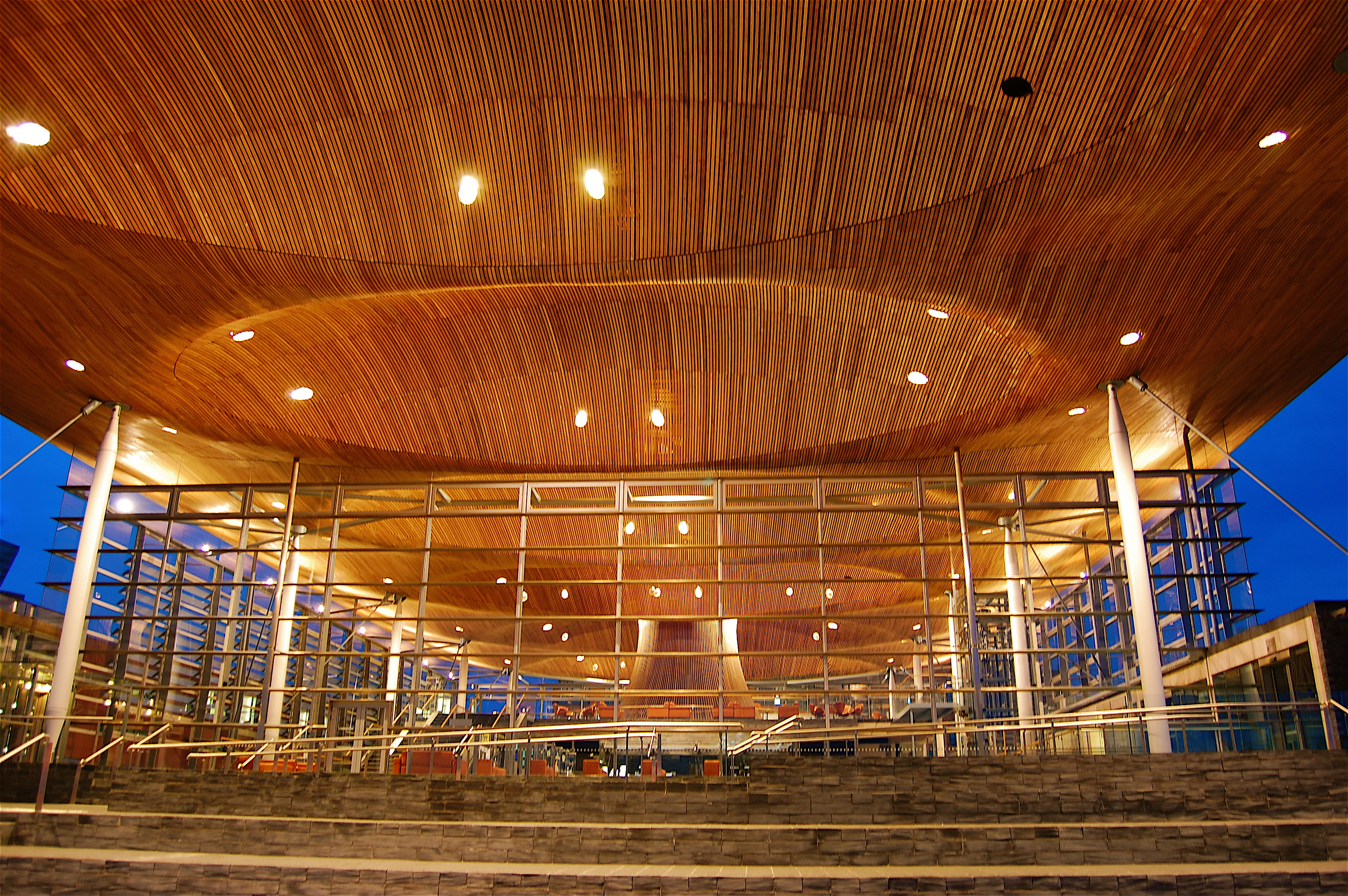
ウェールズ議会の議事堂であるセネッド（Senedd）

1535年・1542年ウェールズにおける法律法（英語版）以降、ウェールズはイングランドと同じものとして扱われてきた。しかし、19世紀後半から20世紀前半にかけてウェールズ独自の政体の創設が考えられるようになり、1881年には統合以来初のウェールズ限定の法律である1881年ウェールズ日曜閉店法（英語版）が制定された。1896年には1889年ウェールズ初等教育法によって設置された小学校（グラマー・スクール）の監査のためにウェールズ中央庁（Central Welsh Board）が創設され、1907年には教育庁（Board of Education）にウェールズ部が設置された。農業分野では1912年にウェールズ農業委員会が設置され、1919年からは農漁業省（英語版）にウェールズ局が置かれるようになった。
カムリ・ヴィッド（Cymru Fydd・「若いウェールズ」の意）（英語版）などの政治運動は失敗したものの、ウェールズ・エイステッドフォッド委員会（英語版）（1861年）、ウェールズ大学（1893年）、ウェールズ国立図書館（英語版）（1911年）、ウェルシュ・ガーズ（近衛兵部隊）（英語版）（1915年）などの機関が設立された。1914年ウェールズ教会法では、イングランド国教会がウェールズにおける国教の地位を失い、ウェールズ聖公会が設立された。また、1925年にはウェールズの地域政党であるプライド・カムリが設立されている。
1949年にはウェールズ・モンマスシャー委員会（英語版）（モンマスシャーは本来ウェールズの一部であるが、統合から1974年までの間ウェールズでなくイングランドの一部とみなされることがあった。詳しくはMonmouthshire (historic)#Ambiguity over statusを参照のこと）が設立された。この委員会は「ウェールズの人々が政府の方針によって受ける影響を政府が十分に把握する」ことを目的とし、ウェールズの地方自治体、ウェールズ大学、ウェールズ・エイステッドフォッド委員会、ウェールズ観光機構（英語版）によって推薦された27人の委員で構成されていた。1950年代前半には、労働党（特にウェールズ語話者の多い地域から）、自由民主党、プライド・カムリによって構成された超党派のウェールズ議会運動が始まり、1951年にウェールズ担当大臣（Minister of Welsh Affairs）が置かれた。1964年にはウェールズ・モンマスシャー委員会に代わってウェールズ担当国務大臣（Secretary of State for Wales）とウェールズ省（Welsh Office）が設置された。
労働党がウェールズ独自の政体の創設を強く推進するようになったのは1966年のカーマーゼン補欠選挙（英語版）でプライド・カムリ党首のグウェンフォー・エヴァンス（英語版）が当選したことが大きなきっかけであるとされる。
地域政党であるプライド・カムリやスコットランド国民党の台頭を受け、労働党のハロルド・ウィルソン政権は1969年に王立国体審議会（英語版）を設置し、権限委譲問題に関する調査を行った。1974年にふたたび政権を取ったウィルソンはスコットランド同様にウェールズに対しても議会の創設を提案したが、1979年に行われた住民投票（英語版）で賛成243,048票反対956,330票で否決された。
1997年5月にはウェールズ議会の創設を掲げた労働党のトニー・ブレアが首相につき、同年9月の住民投票（英語版）では0.6％差で可決された。1998年ウェールズ統治法により、ウェールズにおける政府予算の使い道を決める権限を持つウェールズ議会（National Assembly for Wales）が誕生し、2006年ウェールズ統治法（英語版）ではウェールズ議会に対して立法権の一部を委譲するとともに行政機関であるウェールズ政府（英: Welsh Government）がつくられた。
1997年の住民投票では賛成は反対をわずかに上回っていただけであり、イングランドに接するすべての郡とカーディフ、ペンブルックシャーでは反対が多数派であった。しかし、近年の世論調査では権限委譲の拡大への支持が高まっていることが観察でき、課税権の委譲への支持は半分を超えている。
2011年3月に行われた権限委譲拡大の是非を問う住民投票（英語版）では、1つを除くすべての選挙区（全体で22選挙区）で賛成が上回り、投票率は35.4％、賛成517,132票（63.49％）反対297,380票（36.51％）であった。
この結果を受け、2011年10月に設置されたウェールズ権限委譲審議会（英語版）は翌2012年11月に財政権の移譲に関する報告書を、2014年3月には立法権のさらなる委譲に関する報告書を発行した。前者の内容は2014年ウェールズ法（英語版）の基礎となっており、また、後者の提言の多くが2017年ウェールズ法（英語版）に反映されている。
2020年5月にはウェールズ議会の名称が「National Assembly for Wales（ウェールズ語: Cynulliad Cenedlaethol Cymru）」から「Welsh Parliament（ウェールズ語: Senedd Cymru）」に変更された。

## イングランド

イングランドのリージョン（2009年時点）
なお、リージョンそのものには政治上の権力はない。

イングランドはイギリスの4つのカントリーの中で唯一権限委譲を受けた議会を持っておらず、イングランドに関する事柄は全てウェストミンスターのイギリス議会で決定される。
イングランドでの権限委譲の提言は、1912年に当時庶民院議員だったウィンストン・チャーチルがダンディーで行ったスピーチの中で、アイルランド自治問題に関連して触れたのが始まりである。チャーチルはイングランドの統治はランカシャー、ヨークシャー、ミッドランズ、ロンドンなどの地域ごとにおかれた議会（Parliament）に分けて行われるべきだとし、連邦制の導入を提言した。
イングランドの州や地方への分割は第二次世界大戦後におかれた複数の王立審議会（英語版）で検討されている。1969年のレッドクリフ・モード報告書（英語版）ではイングランドを8つの州（Province）に分け、それぞれに中央政府から権限を委譲することが提案された。1973年には王立国体審議会（英語版）においてイングランドに推薦によって選ばれた8つの会議（Assembly）を創設し、政府への助言を行うことが提案された。この報告書では立法権の移譲に関しては触れられなかったが、少数の委員はこれに対してスコットランド、ウェールズ、とイングランドの5つの地方（Region）に選挙でえらばれる議会（Assembly）を作り、立法権を委譲することを提案した。
1994年4月、第2次ジョン・メージャー内閣はイングランドを10の地方（Region）に分け、それぞれに各省庁の出先機関を統合した政府地方局（Government Office）を置いた。また、1998年にはトニー・ブレア内閣の下、各地方に地方開発局（Regional Development Agency）を置き、その運営方針の策定を行うために8つ（マージーサイドは1998年にノース・ウェストに統合されており、また、ロンドンは別の枠組みを採った（後述）。）の地方会議（Regional Assembly・別名Chamber）が創設された。この地方会議は公選制ではなく、自治体やその地域の機関からの推薦者で成り立っていた。これらの地方会議は2008年から2010年の間に廃止された。
1998年のスコットランド、ウェールズ、北アイルランドへの権限委譲ののち、政府はイングランドに対しても同じように分権を行うことを提案した。1998年に行われた住民投票（英語版）を受け、ロンドンにおいては公選制のグレーター・ロンドン・オーソリティー（市長と議員25人で構成）が行政を担うことになった。他の地方に関しても同様の制度を設けることが検討され、3つの地域で住民投票の実施が決まっていたものの、2004年にノース・イースト・イングランドで行われた住民投票（英語版）で反対が78％と大幅に上回ったことから取りやめとなっている。権限委譲の動きは止まり、地方会議も廃止となっているが、今なおリージョンは国の行政においては使用され続けている。
他のカントリー同様権限移譲を受けたイングランド議会（英語版）を創設する運動も行われている。これはイングランド民主党（英語版）、イングランド議会運動（英語版）といったイングランドの政党のほか、権限委譲のさらなる拡大と最終的な独立を目的とするスコットランド国民党やプライド・カムリにも支持されている。イングランド議会が存在しない状況において、イングランドはイギリスの政府および議会によって統治されており、「ウェスト・ロージアン問題（英語版）」の原因となっている。これは権限委譲が行われている分野について、スコットランド、ウェールズ、北アイルランド選出の議員がイングランドのみに適用される法律の審議にも関わることになってしまうという問題である。特にスコットランドの独立を問う住民投票が行われた2014年以降、4つのカントリーがそれぞれ平等な立法機関を持つ連邦制の導入（英語版）に関する議論が盛んになっている。
スコットランド及びウェールズへの権限移譲後5年間はイングランド議会の創設に対する関心は低く、支持率は16～19％であった。2007年に行われた世論調査では61％の住民が賛成であるという結果が出たのに対し、イギリス社会問題調査（英語版）では2007年に17％、2010年に29％にとどまっているが、上昇傾向にあるのは事実であるようだ。政治学者のジョン・カーティス（英語版）はイングランド議会設置の支持率増は「大衆の中に現れ始めているイングランド国家主義」の表れであるかもしれないと論じている。それに対してクリシャン・クーマー（Krishan Kumar）は、調査の実施時期や質問の文言にも左右されるが、イングランド議会創設よりもイングランドのみに適用される法律をイングランド選出の議員だけで決める制度の創設の方が一般的に高い支持を得ていると指摘している。
2011年9月には、イギリス政府がウェスト・ロージアン問題の調査のため、審議会を設置することが発表された。翌2012年1月には、審議会の名称が「権限委譲の結果に関する庶民院審議会」（英語版）となること、元庶民院事務総長（英語版）のサー・ウィリアム・マッケイ（英語版）を長とし、権限移譲を受けた3つのカントリーからそれぞれ1人ずつの委員を含む6人で構成されることが発表され、2013年3月に答申した。

### イングランドの法律はイングランドの票で
2015年10月22日、4時間の白熱した議論ののちに庶民院は312対270で「イングランドの法律はイングランドの票で（English votes for English laws）」と呼ばれる仕組みの導入を決定した。労働党と自由民主党によって提案された修正案は否決され、スコットランド国民党はスコットランド選出の議員を「2級市民」おとしめるとして反対した。
新制度の下、庶民院議長（英語版）が法案や政令案がイングランドのみ、イングランド・ウェールズのみ、イングランド・ウェールズ・北アイルランドのみのいずれかを対象と判断した場合には、第二読会以降該当する立法大委員会（英語版）（対象となるカントリー選出の議員全員が所属する）において審議や採決が行われる。現在この制度は試行期間中であり、ウェスト・ロージアン問題の解決につながるか注視されている。

### グレーター・ロンドン
イングランド内における地方への権限委譲は現在はロンドンに対してのみ行われている。ロンドンでは公選制のロンドン市長とロンドン議会（定数25人）が置かれ、グレーター・ロンドン・オーソリティーを構成して他の地方自治体より大きな権限を持って行政を担っている。なお、立法権は持たない。

### コーンウォール
イングランド南西端に位置するコーンウォールでは権限移譲を求める動き（英語版）が存在しており、自由民主党、メビオン・ケルノウ（Mebyon Kernow・コーンウォールの地域政党）、プライド・カムリ、イングランド・ウェールズ緑の党などが立法権を持ったコーンウォール議会（英語版）の創設を政策に掲げている。2001年にはコーンウォール議会の創設を目的として、コーンウォール憲法会議が設立されている。
2001年12月12日にはコーンウォール憲法会議とメビオン・ケルノウが首相宛てにコーンウォールへの権限委譲を求める署名5万筆を提出した。これはコーンウォールの有権者の約10％にあたり、政府が住民投票の条件として挙げていた数字でもあったが、無視された。2007年12月には、コーンウォール・カウンシル（英語版）の長であったデイヴィッド・ウェイリーが「コーンウォール議会の創設はどこか避けられないところがある」と述べている。
2014年11月にエクセター大学のために世論調査会社のサーベーション（英語版）が実施した調査では、コーンウォールへの権限委譲については賛成60％反対19％、コーンウォール議会の創設については賛成49％反対31％という数字が出ている。
2015年1月には当時の「影の財務大臣」（英語版及び影の内閣を参照）エド・ボールズ（英語版）がコーンウォール大学（英語版）への訪問中、労働党が政権を取った場合コーンウォール議会の創設を行うと述べた。これは2010年まで与党であり、2008年～2009年コーンウォール統治法案に反対した労働党にとって方針の大きな転換である。

### ヨークシャー
ヨークシャー権限委譲運動はヨークシャーに公選制かつ他の地域に劣らない権限の移譲を受けた議会の創設を求める超党派グループである。
ヨークシャー島はヨークシャーに対する権限委譲の実施を求める政党であり、2019年欧州議会議員選挙では、ヨークシャー・アンド・ザ・ハンバー選挙区（英語版）において投票総数の4％にあたる50,842票を獲得した。
ヨークシャーの人口はスコットランドに匹敵する540万人であり、経済規模はウェールズの2倍にあたる。権限委譲派の論はヨークシャーを共通の特徴を持った住民が住む一つの文化的地域、あるいはイングランドとは別個の国であるとする。

### イングランド北部
イングランド北部（リージョン3つ（ノース・イースト、ノース・ウェスト、ヨークシャー・アンド・ザ・ハンバー）・歴史的カウンティ（英語版）6つ）にはイングランド北部として課税権を持ち、経済・教育・保健・警察・消防・救急などの政策分野を管轄する政府の創設を求める運動が存在する。2004年には、ノース・イースト・イングランドで権限委譲の是非を問う住民投票（英語版）が行われたが22％対78％で否決された。また、2015年には地域政党であるノーザン党（英語版）が設立されたが翌2016年に解散している。

## 王室属領

チャンネル諸島（ジャージー・ガーンジー）

マン島

王室属領はあくまで国王が海外に持つ領土という位置づけであり、イギリスの一部ではない。このことから王室属領の立法権や行政権は権限「委譲」されたものではないが、20世紀後半以降、イギリスと王室属領の関係に変化が起きていることは事実である。
王室属領はイギリス国王の所有物であり、イギリスの海外領土や植民地とは扱いが異なる。王室属領は英仏海峡のチャンネル諸島にあるジャージー代官管轄区・ガーンジー代官管轄区とアイリッシュ海のマン島からなる。
数百年前から各王室属領はそれぞれ別個の立法・行政・司法システムを持っており、現在もそれは変わらない。ただし、イギリス国王の所有物であることから王室属領は主権国家ではなく、イギリス政府がその統治に最終的な責任を負うとともに国際法上の代表である。イギリス国会において定められた法案は通常王室属領の許可をもってのみ適用される。また、各王室属領は英愛委員会（英語版）に代表者を派遣している。
イギリス政府と王室属領の関係はイギリス政府の役職である大法官の管轄である。王室属領の法令は全て枢密院における女王の裁可を経なければならず、大法官が枢密院に対して法令を提案する任務を負うとともにそれをしない権限も持っている。
2007年から2008年にかけて、各王室属領はイギリス政府との間で国際的地位の確立に向けた枠組みを定めた合意を締結した。合意の主な内容は以下の通りである。
- イギリス政府は王室属領において／ついて民主主義に関する説明責任を負わない。
- イギリス政府は事前の相談なく王室属領を国際的に代表しない。
- 各王室属領はイギリスとは別個の国際的な地位を持つ。
- イギリスは各王室属領の国際的な地位の発展を支援する。
- イギリスは各王室属領の利害がイギリスのそれとは異なる場合があることを認識し、国際社会において代表するときには異なる利害をも代表するよう努力する。
- イギリスと各王室属領はそれぞれの利害の相違の解消や明確化のため協働する。

ジャージーはほかの2つの王室属領と比べイギリスからの自立の度合いが大きい。2005年ジャージー議会法の前文では、「ジャージーが内政に関して独立した権限を持って」おり、「ジャージーが国際社会に参画していくことが求められていることが認識されている」と書かれている。2005年7月には、ジャージー議会（英語版）の政策資源委員会が「女王を元首としつつイギリスからの独立などの国体の変革を行うことの利点・欠点について調査・評価するため」としてサー・フィリップ・ベイルハッシュ（英語版）を長とする国体調査グループを設け、2008年6月には第2中間報告が出された。2011年にはジャージーの大臣委員会（英語版）（内閣に相当）の1人が初めて対外関係を職務として与えられ、外務大臣と通称されるようになっている。このような流れが存在している一方で、独立への機運は決して高いとは言えない。2012年10月には大臣委員会が既存の合意などに沿って対外関係を築いていくための基本方針を定めた「対外関係に関する共通方針」を発表したが、この中でジャージーは「自治権を持った民主的な国で自己決定権を有」し、「政府の方針イギリスからの独立を目指すことではなく、それが島民の利益になるとなった場合にそれを可能にしておくことである」としている。大臣委員会は既存の方針に基づき、「イギリスや欧州連合との関係に影響を与えうる外的変化に備える」と決定したのである。
独立の可能性についての議論があるのはガーンジーも同様である。しかし、2009年には正式なグループがミニ国家になることは望ましいとは言えないという仮の結論を出しており、首席大臣も独立を支持していない。
2010年にはジャージーとガーンジーの政府はEUの政策決定者に対してチャンネル諸島の2王室属領の立場を代表するため、共同でブリュッセルにヨーロッパ問題理事（director of European affairs）を置いた。
また、2010年以降各王室属領の副総督（Lieutenant Governor・国王の代理を務める）の選任方法がイギリスの内閣の推薦から各王室属領が設ける選考委員会の推薦に変更された（国王が任命するという形式は変わらない。）。

## 委譲された権限
スコットランド、ウェールズ、北アイルランドに認められた立法・行政・予算の権限の範囲はそれぞれ異なっている。以下の表は委譲された権限の分野とその度合いを示すものである。
|                    | スコットランド         | ウェールズ             | 北アイルランド         |
| ------------------ | ---------------------- | ---------------------- | ---------------------- |
| 司法システム       | 専属                   |                        | 専属                   |
| 民事法             | 専属                   |                        | 専属                   |
| 刑事法             | 共有                   |                        | 専属                   |
| 自動車登録         |                        |                        | 専属                   |
| 地方自治体         | 専属                   | 専属                   | 専属                   |
| 選挙               | 共有                   | 共有                   |                        |
| 住民登録           | 専属                   |                        | 専属                   |
| 警察               | 専属                   |                        | 専属                   |
| 刑務所             | 専属                   |                        | 専属                   |
| 消防               | 専属                   | 専属                   | 専属                   |
| 福祉・保健         |                        |                        |                        |
| 公的年金           | 共有                   | 共有                   |                        |
| 年金・児童支援     |                        |                        | 他地域と同等水準       |
| 保健               | 専属                   | 専属                   | 専属                   |
| 住宅・学生支援     | 専属                   | 専属                   | 専属                   |
| 社会福祉           | 専属                   | 専属                   | 専属                   |
| 食品安全基準       | 専属                   | 専属                   | 専属                   |
| 経済・環境・交通   |                        |                        |                        |
| 税                 | 共有                   | 共有                   | 共有                   |
| 都市計画           | 専属                   | 専属                   | 専属                   |
| 環境               | 専属                   | 専属                   | 専属                   |
| 住宅               | 専属                   | 専属                   | 専属                   |
| 交通               | 共有                   | 共有                   | 共有                   |
| 経済発展           | 専属                   | 専属                   | 専属                   |
| 農林水産業         | 専属                   | 専属                   | 専属                   |
| 文化・教育         |                        |                        |                        |
| 文化・言語         | 専属                   | 専属                   | 専属                   |
| 初等・中等教育     | 専属                   | 専属                   | 専属                   |
| 高等・専門教育     | 専属                   | 専属                   | 専属                   |
| スポーツ・娯楽     | 専属                   | 専属                   | 専属                   |
| 予算               |                        |                        |                        |
| 独自財源（税）     | あり                   | あり                   | なし                   |
| 政府交付（方法）   | バーネット式（英語版） | バーネット式           | バーネット式           |
| その他財源         | 自己負担（医療・教育） | 自己負担（医療・教育） | 自己負担（医療・教育） |
| 資源               | なし                   | なし                   | なし                   |
| 支出に占める委譲分 | 63%                    | 60%                    | 50%                    |